# Ivo Daneu
Ivo Daneu (ur. 6 października 1937 w Mariborze) – słoweński i jugosłowiański koszykarz, występujący na pozycji obrońcy, mistrz świata  z 1970 roku, trener koszykarski.

## Osiągnięcia
Na podstawie, o ile nie zaznaczono inaczej.

### Zespołowe
- Mistrz:
  - Jugosławii (1957, 1959, 1961, 1962, 1966, 1970)
  - Słowenii (1952, 1955)
- 6-krotny wicemistrz Jugosławii (1958, 1960, 1965, 1967–1969)
- 3. miejsce w:
  - Pucharze Europy Mistrzów Krajowych (1962, 1967)
  - Pucharze Saporty (1969)

### Indywidualne
- Uczestnik meczu gwiazd FIBA (1967)
- Wybrany do:
  - FIBA’s 50 Greatest Players
  - FIBA Hall of Fame (2007)
  - Galerii Sław Sportu Słowenii (2012)
- Sportowiec Roku:
  - Jugosławii (1967)
  - Słowenii (1969)
- Atleta Roku Jugosławii (1967)

### Reprezentacja
Drużynowe
- Mistrz świata (1970)
- Wicemistrz:
  - świata (1963, 1967)
  - olimpijski (1968)
  - Europy (1961, 1965, 1969)
- Brązowy medalista mistrzostw Europy (1963)
- Uczestnik:
  - igrzysk olimpijskich (1960 – 6. miejsce, 1964 – 7. miejsce, 1968)
  - mistrzostw świata (1963, 1967, 1970)
  - mistrzostw Europy (1957 – 6. miejsce, 1959 – 9. miejsce, 1961, 1963, 1965, 1969)

Indywidualne
- MVP mistrzostw świata (1967)
- Wybrany do składów najlepszych zawodników mistrzostw:
  - Europy (1969)
  - świata (1967)